# Gymnotus pantanal
Gymnotus pantanal är en fiskart som beskrevs av Fernandes, Albert, Daniel-silva, Lopes, Crampton och Almeida-toledo 2005. Gymnotus pantanal ingår i släktet Gymnotus och familjen Gymnotidae. Inga underarter finns listade i Catalogue of Life.